# Andriej Pierłow
Andriej Borisowicz Pierłow (ros.: Андрей Борисович Перлов; ur. 12 grudnia 1961 w Nowosybirsku) – rosyjski lekkoatleta chodziarz startujący w barwach ZSRR oraz Wspólnoty Niepodległych Państw, mistrz olimpijski z Barcelony.
Specjalizował się w chodzie na 50 kilometrów. Pierwszym sukcesem międzynarodowym Pierłowa było zwycięstwo na 50 kilometrów na zawodach Przyjaźń-84 w 1984 w Moskwie. W 1985 zajął 2. miejsce na tym dystansie w Pucharze Świata; powtórzył ten wynik w 1987. Był również srebrnym medalistą letniej uniwersjady w 1985 w Kobe w chodzie na 20 kilometrów.
Zdobył złoty medal w chodzie na 50 km na mistrzostwach Europy w 1990 w Splicie. Na mistrzostwach świata w 1991 w Tokio Pierłow i jego kolega z drużyny Alaksandr Pataszou prowadzili przed Hartwigiem Gauderem z Niemiec. Linię mety Pierłow i Pataszou przekroczyli równocześnie, nie rywalizując ze sobą. Po blisko 4 godzinach analiz jury orzekło, że Pataszou wygrał o jedną setną sekundy i zdobył złoty medal, a Pierłow srebrny.
Na igrzyskach olimpijskich w 1992 w Barcelonie Pierłow wygrał zdecydowanie chód na 50 km o blisko 2 minuty przed drugim Carlosem Mercenario z Meksyku.
Pierłow był mistrzem ZSRR w chodzie na 50 km w 1984, 1985 i 1989, w 1990 zwyciężył na dystansie 20 kilometrów.

## Rekordy życiowe
- chód na 20 kilometrów – 1:18:20 (1990) były rekord świata
- chód na 30 kilometrów – 2:02:41 (1989)
- chód na 50 kilometrów – 3:37:41 (1989) były rekord świata